# Eva Strong
Tania Evette 'Eva' Strong est un personnage de fiction du soap opera britannique Hollyoaks de Channel 4, interprété par Sheree Murphy (en). Elle a fait sa première apparition le 23 avril 2010.